# Улрих (Вюртемберг-Нойенбюрг)
Улрих фон Вюртемберг-Нойенбюрг (на немски: Ulrich von Württemberg-Neuenbürg; * 15 май 1617, Щутгарт; † 5 декември 1671, Щутгарт) е херцог на Вюртемберг-Нойенбюрг. Той е офицер през Тридесетгодишната война и през Френско-испанската война. Основава втората странична линия Вюртемберг-Нойенбюрг, която изчезва с него.

## Живот
Той е четвъртият син на херцог Йохан Фридрих фон Вюртемберг (1582 – 1628) и съпругата му Барбара София фон Бранденбург (1584 – 1636), дъщеря на курфюрст Йоахим Фридрих от Бранденбург. 
През 1651 г. той сключва наследствен договор с най-големия си брат Еберхард III и получава дворец Нойенбюрг. Другият му брат Фридрих основава страничната линия Вюртемберг-Нойенщат.

## Фамилия
Улрих се жени два пъти.
Той се жени на 10 октомври 1647 в Щутгарт за графиня София Доротея фон Золмс-Зоненвалде (* 9 юни 1622, дворец Лаубах; † 12 септември 1648, Филсбибург), дъщеря на граф Хайнрих Вилхелм фон Золмс-Зоненвалде и Мария Магдалена фон Йотинген-Йотинген. Тя го придружава във военните му походи. София Доротея умира при раждането на дъщеря им:
- Мария Катарина Шарлота (* 12 септември 1648 † 15 септември 1648)

Улрих се жени втори път на 15 май 1651 г. в Брюксел за принцеса Изабела (Елизабета) фон Аренберг-Барбенсон (* 1623, Барбенсон; † 17 август 1678, Париж), вдовица на граф Алберт-Франсоа де Лалаинг от Хоогстратен (1610 – 1643), дъщеря на Алберт де Лине-Аренберг (* 1600; † 1674, Мадрид), херцог и княз на Барбенсон, и Мари де Барбенсон (* 1602; † 1675), вицеграфиня на Даве. Той става католик. Те имат две дъщери:
- Мария Анна Игнация (* 1653; † 20 декември 1693)
- дъщеря (* 15 октомври 1653, умира рано)

Вторият му брак не е щастлив и те се разделят без да се разведат. Тя отива с дъщеря си в Париж. През 1657 г. херцог Улрих става отново протестант.